# Séisme de 1949 à Ambato
Le séisme de 1949 à Ambato est un séisme qui survient le 5 août 1949 dans la province de Tungurahua (Équateur), au sud-est de sa capitale, Ambato, et qui fait 5 000 victimes. C'est le plus puissant séisme de l'hémisphère occidental en plus d'une décennie. Son intensité est de 6,8 sur l'échelle de Richter et son hypocentre situé à 40 km sous la surface. Les villages voisins de Guano, Patate, Pelileo et Pillaro sont détruits et la ville d'Ambato subit des dommages importants. Le séisme détruit intégralement de nombreux bâtiments et des glissements de terrain subséquents causent des dommages dans les provinces de Tungurahua, Chimborazo et Cotopaxi.

## Contexte
Les séismes sont fréquents en Équateur. Près de la zone de subduction Nazca, des tremblements de terre d'Interplate se sont produits pendant 80 ans. En 1949, le séisme d'Ambato était le deuxième pire tremblement de terre de l'histoire moderne de l'Équateur, après celui de Riobamba en 1797, et le séisme le plus dévastateur de l'hémisphère occidental depuis dix ans. Plusieurs tremblements de terre majeurs ont eu lieu dans tout le pays depuis 1949, dont les séismes de 1987 et le séisme de 1997. Le séisme de 2007 au Pérou a également touché le pays.

## Géologie

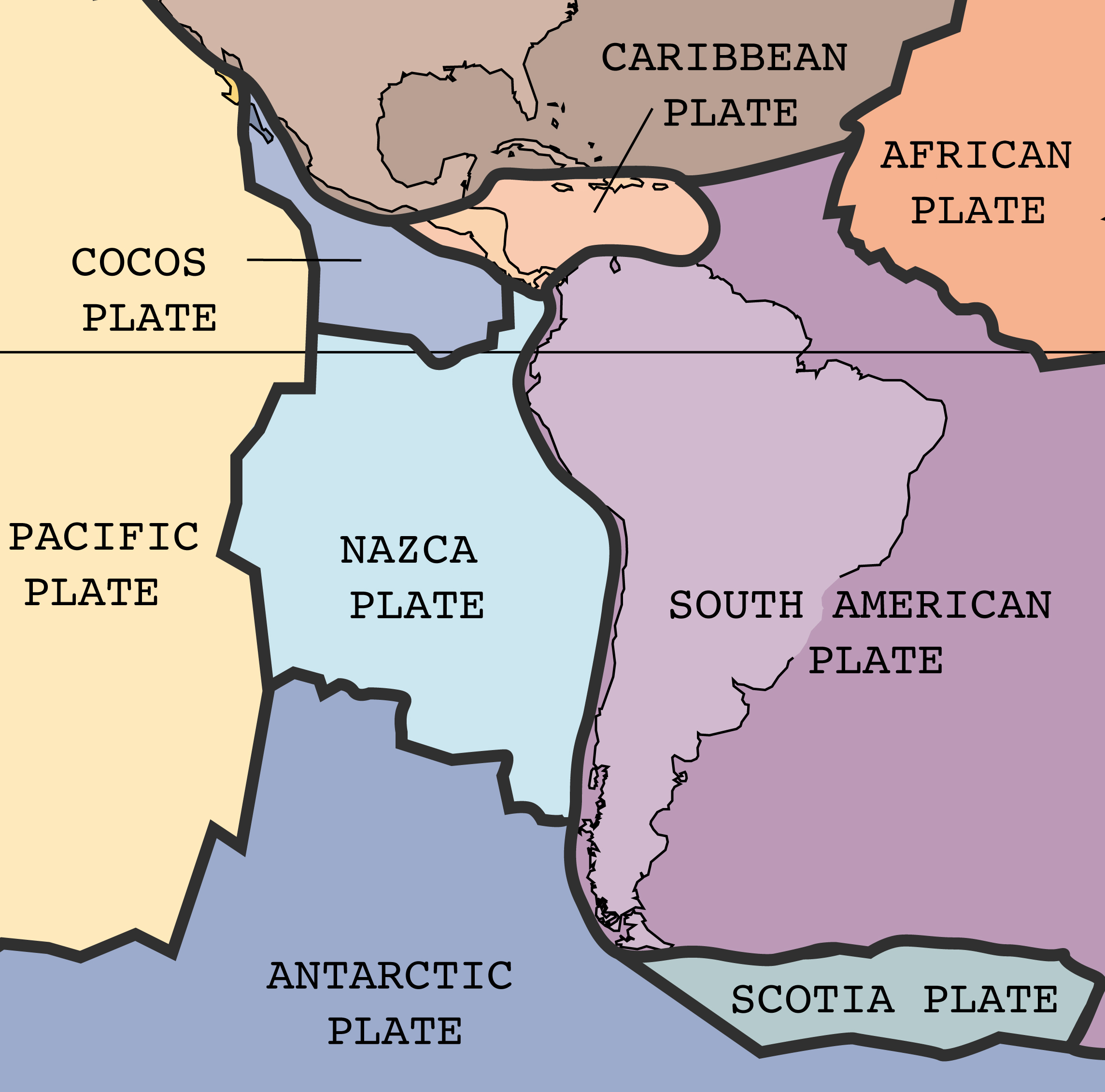
La plaque de Nazca est subductée sous la plaque sud-américaine, générant un volcanisme et une sismicité importante.

Une grande partie de l'activité sismique et volcanique de l'Amérique du Sud vient de la subduction de la plaque océanique de Nazca sous la plaque continentale d'Amérique du Sud et de la subduction de la lithosphère du Pacifique sous le continent sud-américain. Cette sismicité s'étend sur 6000 km le long de la côte ouest du continent, et provient probablement d'une région de failles d'orientation nord-est près de la fosse équatorienne. 